# (12295) Tasso
(12295) Tasso ist ein Asteroid des Hauptgürtels, der am 2. August 1991 vom belgischen Astronomen Eric Walter Elst am La-Silla-Observatorium (IAU-Code 809) der Europäischen Südsternwarte in Chile entdeckt wurde.
Der Asteroid gehört zur Nysa-Gruppe, einer nach (44) Nysa benannten Gruppe von Asteroiden (auch Hertha-Familie genannt, nach (135) Hertha).
(12295) Tasso wurde am 6. März 2004 nach dem italienischen Dichter des 16. Jahrhunderts Torquato Tasso (1544–1595) benannt, der durch sein Werk La Gerusalemme liberata (eig. Das befreite Jerusalem, auch ins Deutsche übersetzt als Gottfried von Bulljon), bekannt wurde.